# Thijs Overpelt
Thijs Overpelt (27. november 2004 i Castricum, Nederlandene) er en nederlandsk musicalacteur og skuespiller.
I 2017 gik Overpelt stadig i folkeskolen, på Jac. P. Thijssecollege i Castricum.
Overpelt var en talent i sjette sæson af The Voice Kids, i Ilse DeLanges team. Overpelt nåede finalen.

## Stemmeskuespiller
Han lægger stemme til Miguel i den nederlandske version af filmen Coco og også til Nemo i den nederlandske version af filmen Finding Dory.

## Musical
Overpelt spillede hovedrollen i musical Dummie de mummie i 2017. Tidligere har han spillet i musicals som Waanzinnig gedroomd (2014) og Pinokkio de Sprookjesmusical (2015).